# Lancié
Lancié ist eine französische Gemeinde mit 1.082 Einwohnern (Stand: 1. Januar 2022) im Département Rhône in der Region Auvergne-Rhône-Alpes. Sie gehört zum Arrondissement Villefranche-sur-Saône und zum Kanton Belleville-en-Beaujolais.

## Geographie
Lancié liegt etwa 14 Kilometer südsüdwestlich von Mâcon im Weinbaugebiet Bourgogne.

### Nachbargemeinden
Umgeben wird Lancié von den Nachbargemeinden Fleurie im Norden und Westen, Romanêche-Thorins im Norden und Nordosten, Dracé im Osten und Südosten, Corcelles-en-Beaujolais im Süden sowie Villié-Morgon im Westen und Südwesten.

## Bevölkerungsentwicklung
| Jahr                       | 1962 | 1968 | 1975 | 1982 | 1990 | 1999 | 2006 | 2013 |
| Einwohner                  | 446  | 512  | 537  | 538  | 581  | 671  | 713  | 968  |
| Quellen: Cassini und INSEE |      |      |      |      |      |      |      |      |

## Sehenswürdigkeiten
- Kirche Saint-Julien aus dem 12. Jahrhundert
- Schloss Le Châtelard, als Festung erbaut, die Festungsreste reichen heute noch bis zur Kirche